# Halo 2
『ヘイロー 2』（Halo 2）は、バンジースタジオにより製作されマイクロソフトにより2004年に発売されたXbox用ゲームソフトである。本作は『Halo: Combat Evolved』に続く、Haloシリーズの第二作目となる。
また、Windows Vistaへの移植版である『ヘイロー 2』（Halo 2 for Windows Vista）が、2007年6月21日に発売された。
2007年9月13日にはXbox用の1作目と本作を同梱し、Xbox 360用初代Xboxゲーム互換性アップデート インストールディスクとXbox 360コントローラー対応表が付属する『Haloヒストリーパック』が発売された。

## 概要
前作と比べて、3Dモデルが精密になり、武装の追加など様々な要素がパワーアップしている。
前作では地球軍UNSC、及びマスターチーフを主役にしたストーリーであったが、本作ではコヴナント側のストーリー、プレイヤーキャラクターも登場した。

### ゲーム・システム
前作同様のファーストパーソン・シューティングゲーム（FPS）であり、主人公の視点がそのままゲーム画面となっている。基本的なシステムは前作を踏襲している。
- 自動回復する主人公のエネルギーシールド
- 敵軍の物を含む多種類の武器
- 多様な乗り物
- ヘッドショットや弱点の概念
- 打撃攻撃
- 仲間との共闘
- ナビポイントや味方の台詞による進行ガイド
- チェックポイント制のセーブ/コンティニュー

（参照：Halo: Combat Evolved#ゲームシステム）
『Halo 2』からの追加・変更点では以下のようなものが挙げられる。
武器の二丁持ち
左手にも武器を持つことにより、小型の銃なら二丁同時に扱えるシステム。ただし火力が向上する一方で、グレネードが使えない、リロードが遅くなるといったデメリットも生じる。二丁持ちはプレイヤー専用ではなく、敵や仲間の一部も行う。
乗り物の奪取
敵が操っている乗り物に対し、ドライバーを蹴り落とす等して乗り物だけを奪えるシステム。その際、ドライバー側は抵抗できない。敵も同様にプレイヤーに奪取を仕掛けてくる。
体力（Health）の変更
前作では、プレイヤーの生命力は体力＋シールドという二重構造で表示されていたが、『Halo 2』ではシールドのみに単純化された。これに伴い、アイテムのライフパックも無くなっている。ただし、表示されないだけで体力の概念はあり、シールドと同じく一定時間がたつと回復していく。
仲間との武器交換
仲間と主人公の間で武器の交換が可能になった。これによって、仲間の使う武器をプレイヤーがある程度決める事ができる。
仲間の強化
前作に比べると耐久力が上がっているほか、乗り物を積極的に使うようになっている。仲間に運転させてプレイヤーは助手席に座る、といった事も今作では可能。なお主人公がコヴナントの時は、仲間もコヴナントとなる。
またシリーズ中でもとりわけ、ストーリー上一度しか戦えない強敵、所謂ボスキャラクターが多く登場する作品でもある（『Halo 3』では「ギルティスパーク」、『Halo: Reach』では「ゼロット」などがいるが、どちらもボスキャラクターとは言いがたい）。それぞれが他のエネミーとは一線を画す特徴を持っており、ある程度ダメージを重ねるとイベントが進行して、最終的に倒すことが出来る。
セサ・レフュミー
異端者のリーダーとしてアービターに立ちはだかる強敵。両手にプラズマライフルを持ち、非常に高火力な攻撃をしてくる。高難易度であれば一瞬姿を見せただけで倒されてしまう。また、ジェットパックで常に浮遊しているため、レーダーで上下位置を補足しづらい上に照準もあわせづらい。更にはホログラムによる分身を次々と産み出し、その分身がしてくる攻撃を受けても同様にダメージを受ける。分身はダメージを与え続けることで消滅させる事が可能。本体の体力も非常に高く、ニードラーのスーパーコンバインや、プラズマグレネードを付着させても耐え抜いてくる。
悔恨の預言者
デルタヘイローでマスターチーフが追い詰めて戦うことになる預言者の一人。浮遊する台座に乗りながら高火力なレーザーを放って攻撃してくる。射撃や近接攻撃、グレネードなどのありとあらゆる攻撃が通用しないバリアーを備えている。ダメージを与える唯一の方法は、乗り物を奪う要領と同じように、預言者の台座に乗り込んで、直接殴打することでのみ倒すことが出来る。ある程度接近し続けたり、台座に乗り込んで数発殴った後には姿を消してワープする。非常に多くの護衛を付き従えており、預言者と相対する前にある程度は排除可能だが、基本は無限に増援がくる為、護衛と預言者の攻撃を掻い潜りながら台座に乗り込んで倒すことになる。
タルタロス
今作の最終ボスとしてアービターと相対する、ブルート族の首領。数体のブルートの護衛を付き従えている。アービター側もエリート族の仲間がおり、また人間であるジョンソンと共闘することで攻略することになる。巨大なグラビティーハンマーで襲いかかってきて、直撃すれば低難易度でも一撃で倒される危険性がある。また、非常に強力なシールドを備えており、こちらのあらゆる攻撃を無効化してくる。ジョンソンがスナイパーライフルで援護射撃をすることで、短時間だがシールドがダウンしてダメージを与えるチャンスができる。その隙を狙って攻撃を重ねることで倒すことが出来る。

## ストーリー
『Halo 1』と『Halo 2』の間のストーリーについては、小説『Halo: First Strike』（日本語版はTOブックスより発売）で語られている。

### 序章、コヴナントによる地球侵攻
宇宙に浮かぶコヴナントの首都ハイチャリティ。そこでは一人のエリート族の裁判が行われようとしていた。
惑星リーチ攻撃部隊の司令官だった彼――ゼル・ヴァダムは、聖なるリング、ヘイローの破壊を許した責任を問われ、「異端者」の烙印を押された。異端者はコヴナントたちに救済をもたらす「大いなる旅立ち」に取り残される運命にあり、それは死刑も同然の宣告であった。
ゼル・ヴァダムが刑を科せられているその頃、地球軌道上のステーションカイロでは、帰還したマスターチーフ、ジョンソン軍曹らの表彰式が行われていた。チーフにコロニアル十字勲章が授与されるその時、地球圏へとスリップアウトしてくるコヴナントの艦隊が確認される。コール議定書も空しく、母星の場所がコヴナント軍に知られてしまったのだ。地球軍は、焦燥に駆られながらも、全力で防衛作戦を展開する。「悔恨の預言者」を名乗る司令官に率いられた艦隊は比較的小規模で、地球軍の思わぬ反撃に戸惑いながらも地上へとその軍を降下させていた。ステーション内に潜入したコヴナント達を撃退したチーフはニューモンバサシティに降下、コヴナント軍と交戦、苦戦を強いられながらも多脚兵器スカラベを撃破する。しかし、その時地表近くでコヴナント艦がスリップスペースに入ろうとしていた。「絶対に逃がさない」キース艦長の娘、ミランダ・キースはチーフらを乗せたままスリップスペース圏内に飛び込む。瞬間、閃光はニューモンバサシティ全域を飲み込んだ。都市は甚大な被害を受けてしまった。
一方その頃、真実の預言者の前に引きずり出されたゼル・ヴァダムは、命と引き換えに「アービター」（調停者）としての役割を賜れていた。アービターとはコヴナントの結束に危機が訪れた時、その身を犠牲にして障害を排除すべく任命される者の総称であり、その危険な役割は死刑と同様の意味を持っていた。アービターは「預言者」達に反旗を翻したエリートである「真の異端者」抹殺の命を受け、ガス採掘プラントに向かう。ガスプラント内を逃げ回りながら「大いなる旅立ち」の欺瞞を語る異端者だったが、とうとうアービターに追い詰められ息の根を止められる。そこに現れたのは、コヴナントからは「オラクル」と呼ばれるヘイロー管理ユニット、アルファヘイローの爆発を生き延びた「343ギルティスパーク」だった。アービターに「大いなる旅立ち」と呼ばれる現象は、その呼び名に不適切であると話し出すオラクルだったが、それを終わりまで語ることはなく、突如現れたブルート族の首領・タルタロスがオラクルを回収し、アービターと共に撤収を開始した。

### デルタ・ヘイローの発見と争奪
スリップスペースに巻き込まれたチーフらの前に現れたのは、もうひとつのヘイロー（デルタヘイロー）だった。悔恨の預言者を追い強襲軌道降下を開始するマスターチーフ。降下地点の敵を掃討し、上陸部隊を迎えたチーフらは寺院らしい遺跡へと足を踏み入れる。そこで悔恨の預言者の目的はヘイローの起動にあることを知ったミランダ中佐とジョンソン軍曹は、それを止めるためにインデックスを取得すべくライブラリに向かい、チーフはそのまま悔恨の預言者を追うことにする。そんな中、コヴナントの通信を傍受したコルタナは悔恨の預言者の地球侵攻はフライングで、コヴナントの総意ではなかったことを話す。コヴナント自身、地球に人類の存在は予想していなかった。では来訪の目的は? そんな疑問も晴れぬままコヴナント大艦隊がハイチャリティと共にデルタヘイロー上空にスリップアウトしてくる。わずかなチャンスを生かして悔恨の預言者を抹殺したチーフだが、コヴナント艦隊からの攻撃を受けそのまま水中深くに沈んでしまう。水面の光が遠ざかる中、チーフの耳に語りかけてくる何者かがあった…。
インデックスを求めてライブラリに向かうミランダ中佐らだが、それを求めているのは彼らだけではなかった。オラクルから情報を得た真実の預言者は、アービターにインデックスの回収を申し渡す。だが、コヴナントの結束にも乱れが出始めていた。アルファヘイローの大破、悔恨の預言者の死亡と相次ぐ不祥事の責任として、親衛隊の座をブルート族に追われるエリート達。それを不服としてコヴナント評議会脱退をちらつかせるエリート族代表に対し、不信感を露にする真実の預言者。そんな混乱を尻目に、アービターはインデックスを求めてデルタヘイローへと向かう。フラッドに覆われた大地を進みライブラリにたどりついたアービターは、そこで既にインデックスを取得したミランダ中佐を発見する。護衛を打ち倒しインデックスに手を伸ばしたその矢先、ミランダ中佐の体が浮き上がり、インデックスごとタルタロスの手に奪われてしまう。「これも預言者様の意思だ。お前達エリート族には血塗られた道が待ち受けているだろう」そう言ってタルタロスはアービターを奈落に突き落とし、自らの手でインデックスを持ち帰るのだった。
アービターはここで死ぬはずだった。しかし、彼は何者かの手の内にあった。「私はお前達全ての罪の記念碑だ」その巨大なフラッドの手には、アービターとマスターチーフが握られていた。悔恨の預言者をその身に取り込み、デルタヘイローのモニター「2401ペネテントタンジェント」までも保持したそれ「グレイブマインド」は語った。「リングは救済をもたらさない。建造者の意思を誤解すると、再び全てが無に帰すことになる」　そして、鍵が使用される前にそれを見つけることをチーフとアービターに指図する。「われわれは敵として巡りあった。リングがわれわれを味方に変えるだろう」グレイブマインドは、チーフとアービターをそれぞれの役割を果たすべき場所に転送した。
その頃、ハイチャリティではエリート族の追放に反対するグラントやジャッカルの間に混乱が広がっていた。聖なる鍵を手に「大いなる旅立ち」の意義を説く預言者だったが、突如その目前に転送されたマスターチーフを前に逃亡を図る。立ちふさがるブルートたちをなぎ倒してその後を追うチーフ。囚われた海兵隊の面々を救出しながらハイチャリティ内部の長い通路を進む中、地球巡洋艦アンバークラッドが上空へスリップアウトする。コルタナが応答を試みるも返信はなく、その内部には多量のフラッドに寄生された人間達がいるばかりであった。ハイチャリティに墜落し、その中から湧き出るフラッドたち。インデックスを託されたタルタロスは、ミランダ中佐とジョンソン軍曹を引き連れデルタヘイローに向かおうとしていたが、そこに出現したフラッドに慈悲の預言者が襲われてしまう。しかしそれを冷たい目で見捨て去る真実の預言者。「大いなる旅立ち」は目前に迫る。

### 大いなる旅立ち
コヴナントは二つに割れていた。評議員たちを抹殺されたエリートとそれに脅されたグラントらと、ブルートと共に「大いなる旅立ち」を目指すジャッカル達。両者が争う中、アービターはリングの作動を止める為にインデックスを追う。
同じくインデックスを追うチーフとコルタナは、あと一歩のところでタルタロス、真実の預言者の両者を取り逃してしまう。瀕死状態の慈悲の預言者から、真実の預言者の行き先を聞き出したチーフは驚く。彼はハイチャリティ中心部にあるフォアランナーの巨大シップに乗り込み、大艦隊と共に地球へ向かおうとしていたのだ。あれだけの大艦隊に襲われれば、地球はひとたまりもない。なんとしても真実の預言者を止める必要がある。だが、同時にタルタロスを止められなければ、ヘイローが作動してしまい銀河全体の知的生命が消滅してしまう。結局チーフは真実の預言者を追い、コルタナはハイチャリティに残り、リングが作動しそうならばアンバークラッドの核融合炉を爆破して作動を止める道を選んだ。フラッドで溢れるハイチャリティ内部を進むチーフは、なんとか発進寸前のシップに乗り込むことに成功した。コルタナを残して発進するシップ。行き先は地球。
ヘイローの作動を停止させることができるのは、もはやアービターだけだった。ブルートの防衛に苦戦しつつ、囚われのハンターらを解放しながらコントロールセンターに向かうアービターは、スカラベに乗り込んだジョンソン軍曹と出会う。「俺はお前が嫌いだ。お前も俺が嫌いだ。だが、このままじゃリングが作動して俺達は全滅だ」 コントロールルームの分厚い壁を破る為、スカラベを駆る軍曹をバンシーで援護するアービター。宿敵同士の共闘が実を結び、コントロールルームへの道は開いた。ミランダ中佐にキーの作動を強制するタルタロスを追い詰める2人。そこでオラクルに「大いなる旅立ち」の真実を聞かされたタルタロスはそれを信じなかった。真実の預言者と共に「大いなる旅立ち」を実行するのはあくまで自分だとばかりに、リングを作動させてしまう。人類とエリートが力を合わせてタルタロスの息の根を止めるが、ヘイローは既にその機能を果たそうとしていた。必死のミランダ中佐がキーを抜き取ったその瞬間、青い光が天空を包む。しかし、それはヘイローの起動ではなかった。ギルティスパークは語る。あれはビーコンだと。起動中にヘイローを強制停止することで、宇宙全域にある6つのリングがスタンバイ状態となり、遠隔操作で作動可能になると。そして、そのコントロールが可能な施設のある場所、それは「アーク」であると。
その頃、チーフを乗せたフォアランナーのシップは地球、すなわちアークへとスリップアウトした。そこでなにをしているのかと問う司令官にチーフは伝える。「ケリをつけに来た」と。

### エンディングの誤訳
キャンペーンモードのエンディングムービーにおいて、マスターチーフは日本語版では「ケリをつけてきました」と発言している。しかし彼は預言者を確保したわけでもHALOの起動を阻止したわけでもないため「何のケリをつけたのか」と論議を呼んだ。
結局元の英語版台詞“Sir, finishing this fight”を（『Halo 3』があることを前提に）訳すと「ケリをつけにきた」が最適な訳になるため、現在では誤訳を元にした吹き替えという見方が強い。ストーリーの根幹に関わる部分であるが、最後発であるヒストリーパック版でも修正されていなかった。
2014年に発売された『マスターチーフコレクション』内収録のリマスター作品『HALO 2 Anniversary』では「ケリをつけてきます」と音声新録の上で修正されている。
Xbox Liveマーケットプレイスにてダウンロードできる『Halo 3』ドキュメント映像『Halo 3 ViDoc: Journey's End』では、「戦いを終わらせるのです」という翻訳がなされている。

## 主な登場人物など

### 人類
マスターチーフ（Master Chief Petty Officer SPARTAN-117, John）
前作に引き続き、本ゲームの主人公となるキャラクター。通称「チーフ」。
アルファ・ヘイローから地球に帰還するものの、コヴナントの突然の侵攻により、最新鋭の「ミョルニル・アーマー MkVI」に身を包んで戦火の中にその身を投じる。
コルタナ（Cortana）
高性能のAIで、このゲームのナビゲーターのような存在である。
彼女の立体映像であるビジュアルホログラムは前作からモデルチェンジし、かなりのイメージチェンジを成し遂げた。
ジョンソン軍曹（Sergent Major Avery J. Johnson）
何故かチーフと共に生還を成し遂げた人類最強のタフネスと根性を持つ軍曹。
小麦色の肌と葉巻、帽子がトレードマークであり、印象的な台詞が多い。マスターチーフより体力が大きいかもしれない。
ミランダ・キース中佐（Commander Miranda Keyes）
UNSCのフリゲート艦FFG-142アンバークラッド（FFG-142 In Amber Crad）の艦長。前作で殉職したジェイコブ・キース大佐の娘でもある。地球へ直接侵攻してきた悔恨の預言者の艦隊に対してアンバークラッドより指揮を執り応戦する。撤退する悔恨の預言者を追跡し、第二のHALO（HALO05、デルタヘイロー）を発見する。
テレンス・フッド提督（Freet Admiral Terrence Hood）
地球防衛プラットフォームである「ステーション・カイロ」の司令官。『Halo 2』の戦闘の始まりは、彼がチーフ、キース中佐、ジョンソン軍曹にメダルを提示した直後に発生する。
戦闘開始後はステーション・カイロにて、カイロに隣接する防衛ステーション「ヴァルター」「アテネ」そしてハーパー元帥率いる艦隊と共に、コヴナント軍から地球を守ろうとする。

### コヴナント
アービター（Arbiter：Thel 'Vadam）
本作のもう一人の主人公となるエリート族。前作でオータムを追い詰めたコヴナント艦隊パーティキュラー・ジャスティス（Fleet of Particular Justice）の元最高司令官。HALO（HALO04、アルファヘイロー）大破の責で異端とされ処刑される筈であったが、大祭司よりアービター（調停者）に任命され、真の異端者掃討の任務に就くことになる。本名はセル・ヴァダム（Thel 'Vadam）。
真実の預言者（High Prophet of Truth）
三人の大祭司の一人でリーダー格。コヴナント社会の最高権力者である。プロフェット族。
慈悲の預言者（High Prophet of Mercy）
大祭司の一人。三人の中では比較的穏健な性格。コヴナントの聖なる都「ハイチャリティ」を発とうとしたが、侵入してきたフラッドにより死亡。
悔恨の預言者（High Prophet of Regret）
大祭司の一人。三人の中では最も急進的。本作冒頭にて自ら艦隊を率いて地球へ侵攻するが、マスターチーフに敗れ、グレイヴマインドに取り込まれる。
タルタロス（Tartarus）
ブルート族の首領。アルビノ。真実の預言者の側近を務める。重力を操る巨大な槌を手に持ち、戦闘時には強靭なシールドを展開し身を守る。モヒカンがトレードマーク。HALO起動直前にアービターにより殺害される。
アールタス・ヴァダム（Rtas 'Vadum）
コヴナントの特殊部隊の司令官を務めるエリート。アービターとともに異端者掃討の任に当たる。劇中での呼称は「リーダー」。
セサ・レフュミー（Sesa 'Refumee）
反乱を起こした異端者のリーダー。コヴナント艦隊パーティキュラー・ジャスティスの元司令官。同艦隊を率いてガス惑星の調査に来た際にギルティ・スパークと遭遇、HALOの真の機能を知ることになった。これを機にコヴナントに対して反旗を翻す。ゲーム中では「異端者」と呼ばれるだけで具体的な名前は不明であったが、アクションフィギュアより名前が判明した。

### その他
ギルティ・スパーク（343 Guilty Spark）
前作でマスターチーフにより破壊されたHALO04のモニター。コヴナントの間ではオラクル（Oracle）と呼ばれている。HALO04の破壊の後、ガス惑星に到着した所をセサ・レフュミーに発見された。
ペニテント・タンジェント（2401 Penitent Tangent）
HALO05のモニター。インデックスルームの地下にいるグレイヴマインドに捕獲され、能力（Halo内のワープ移動など）を利用されている。
同じく捕獲された悔恨の預言者にくだらぬ物と罵られた。
グレイヴマインド（Gravemind）
フラッドの変異体。形状・サイズとも通常のフラッドとは全く異なる。知性を有し、HALOのワープ機能などを使うことができる。

## 勢力

### 人類
海兵隊（Marines）
UNSCの戦闘部隊。アンバークラッド等の戦闘艦に配置されている他、ステーション・カイロの防衛にも付いている。オータムに乗り組んでいた機動部隊とはやや装備が異なり、特徴的だった右眼部のディスプレイは使用されていない。BR55バトルライフルかM7サブマシンガンを持っている事が多いが、全員がUNSCの全ての武器を扱える。また、必要とあればコヴナントの武器も使って戦う。
軌道降下強襲兵（Orbital Drop Shock Troopers）
海兵隊に属する特殊部隊。通称ODST。惑星軌道上の宇宙船から、直接地表へ降下しての戦闘を任務とする。全身黒のスーツとフルフェイスのヘルメットを身に付けている。武器は一般の海兵隊兵士と変わらない。

### コヴナント
エリート族（Elites）
アーマーを身に着けた、背の高いコヴナント。前作からの登場。難易度表示のエンブレムに描かれる異形の骸骨は、エリート族のものである。信仰心が強く、勇猛な戦士でもあり、コヴナント内では預言者の護衛の大役を任されている。アーマーの色は階級を表し、倒した敵の数によって昇格する。
頭部が弱点だが、全身をエネルギーシールドで防御しており、軽火器で倒すのは容易ではない。高位の者になる程、強力なシールドを装備している。戦闘技術にも長けており、遮蔽物を活用した巧みな戦いぶりを見せる。
武器はプラズマライフルやエナジーソードを好むが、それ以外もほぼ全ての武器・乗り物を使いこなせる。またステルスや飛行装置等の特殊な装備も使用する。
ブルート族（Brutes）
ゴリラのような姿をした、大柄なコヴナント。『Halo 2』からの登場。戦闘能力・知能ともエリート族と並んで高い。預言者に対しては高い忠誠心を見せるが、野心的でエリート族やその他の種族との協調性は低い。
エネルギーシールドを持たないにもかかわらず、非常に打たれ強い。弱点は頭部だが、ヘルメットにより一撃なら耐える。
打撃が強力で、またグレネードの遠投は敵にとって脅威。多彩な武器を扱えるが、ブルートショット等、独自の武器を好む傾向がある。危機的状況になると凶暴化し、武器を棄てて肉弾戦を挑んでくる。
ドローン族（Drones）
昆虫タイプのコヴナント。『Halo 2』からの登場。宇宙船のメンテナンスを担当しているとされるが、ゲーム中ではそういった知性的なシーンは描かれない。重力下でも自らの羽による飛行が可能で、壁にとまったりもできる。
これといった防御装備は持たず耐久力も低いものの、飛んでいる時に狙い撃つのは難しい。
武器はプラズマガンあるいはニードラーで、飛行に支障が出るのか大型武器を扱う事はない。しかし集団による空中からの正確な射撃は、敵にとっては大きな脅威となる。
ハンター族（Hunters）
ブルーの装甲に身を包んだ大型コヴナント。前作からの登場。人型に見えるが、これは装甲内で複数のミミズ状の生物が有機的に結合した姿である。まれに言葉の様な音を発するが、訳は行われていない。出現する時は必ず二体ペアである。
装甲は頑強で、特に左腕の盾はいかなる武器でも貫通不可能。たとえ背後からであっても打撃やソードは通用せず、またグレネードもほとんど効果がない。背部や腹部の装甲が無い部分が弱点。他の種族と異なり、頭に見える部分は弱点ではない。
主武器は右腕に内蔵された燃料式ロッドガンだが、前作と異なり、直線的なビーム状の武器となっている。また、盾で殴る等によって接近戦もこなす。
ジャッカル族（Jackals）
視覚・聴覚に優れる、鳥のような顔つきのコヴナント。前作からの登場。シールドとプラズマガンを持つタイプに加え、ビームライフルを装備した狙撃兵タイプも登場する。独特の奇声を発するが、訳はされていない。
弱点は頭部だが、シールドを構えられると狙えない。ただしシールドは前作と異なり、実弾系の武器でも当て続ければ破壊できる。
射撃の名手であり、プラズマガンのチャージショットも使いこなす。しかしプラズマガン自体の威力が低下したため、前作より攻撃力は低い。一方で狙撃兵タイプは、ビームライフルの威力によりゲーム中でも最大級の脅威となっている。
グラント族（Grunts）
最下級に位置するコヴナント。前作からの登場。数の上では最も多く登場する。
防御は弱く、行動も慎重とは言い難い。眠っている事もある。弱点は頭部。
武器はプラズマガンやニードラーといった軽い物が多いが、ロッドガンを使う事もある。またグレネードも積極的に使用する。
プロフェッツ族（Prophets）
コヴナントの階層社会で最上位に位置する種族。長い首が特徴。配下らと共に人類の滅亡を計画している。
HALOの起動により、全てのコヴナントを救済できるという「大いなる旅立ち」なる概念を説く。
フォアランナーの巨大宇宙船「ハイチャリティ」に居住している支配階級であり、基本的に戦場に現れる事は無い。

### フラッド
素体（Flood Infection Form）
フラッドの基本形。前作とはややデザインが違う。小型で、垂直の壁や狭い場所も走り抜けてあらゆる知的生命体に襲いかかる。
防御は弱くどんな攻撃でも一撃で倒せる上、エネルギーシールドに接触しただけで反動で破裂してしまう。今作では打撃も有効。
前作に比べると攻撃力が高くなっているが、取り付き以外の攻撃方法はもたない。ただし『Halo 2』では、倒した寄生体に新たな素体が取り付くと、寄生体が復活する。
寄生体（Flood Combat Form）
素体が人間あるいはコヴナントの神経系に取り付いた形態。フラッドによって遺伝子が作り変えられ、まったく別の生物へと変貌している。腕力や跳躍力といった運動能力は、元の生命体とは比較にならない程に向上。さらに宿主の知能を利用する事ができ、兵器を使える他、宇宙船の操縦すらもこなす。
物理的な攻撃に弱いが、プラズマ兵器や一点を撃ち抜くタイプの武器には耐性が強い。潜り込んでいる素体を撃つ事で一撃で倒せるが、その位置は元が人間かコヴナントかで異なっている。また一部のフラッドはエリート族のエネルギーシールドを使用しており、この場合は素体の狙撃を含むあらゆる攻撃に耐性がある。
人類・コヴナント両陣営の武器を使うほか、乗り物も使いこなす。また巨大な爪とパワーを生かし、打撃を積極的に狙ってくる。
キャリア（Flood Carrier Form）
内部で素体を培養する、フラッドの繁殖器。歩行はできるが寄生体程のスピードは無く、跳躍もできない。知的生命体を見つけると側まで近づいて破裂し、周囲に素体を放出する。
防御といえるものは無く、攻撃を受けるとその場で破裂してしまう。
銃撃等はしてこないが、破裂する時の爆風の威力はグレネードに匹敵する。歩く爆弾のような存在。また前作に比べると出てくる素体の数が多い。

### フォアランナー
センチネル（Sentinel）
モニターの護衛でもある戦闘ユニット。フラッドに対して有効なビーム兵器を持ち、機械であるため寄生されない。空中を移動でき、デルタヘイローにおいては壁の射出口から次々と出現する。耐久力は低いが、それを補うエネルギーシールドを持つタイプも存在する。
エンフォーサー（Enforcer）
戦車に匹敵するサイズの大型戦闘ユニット。センチネル同様、空中を移動できる。プラズマキャノンのような対人兵器と、ロケット弾に類似した広範囲を制圧する兵器を搭載している。さらに乗り物に対しては、ツメで持ち上げて高所から落とすという攻撃方法も持っている。耐久力は大型兵器としては低いが、真正面に展開したシールドは高い防御力を示す。
コンストラクター（Constructor）
小型の修理ユニット。空中を飛び回り、破壊された設備の修復を行う。修理用に低出力ビームを持つが、戦闘力は低い。

## 登場する武器・乗り物

### 武器
M6C ハンドガン（M6C Magnum Sidearm）
装弾数12発の小型のハンドガン。前作のM6Dに対して軽量モデルという設定。前作より連射能力が増したが、スコープ機能がない。2丁持ちが可能。
BR55バトルライフル（BR55 Battle Rilfe）
装弾数36発のブルパップ方式バトルライフル。2倍率のスコープを搭載。三点バースト式で、トリガーを引くごとに三連射する。
M7/無薬莢式サブマシンガン（M7/Caseless Sub-Machine Gun）
装弾数60発のフルオートサブマシンガン。2丁持ちが可能。発射レートが非常に高いものの、リコイルも大きい。
S2 対物スナイパーライフル（SRS99C-S2 AM Sniper Rifle）
大型の狙撃銃。ガスオペレーション式。5〜10倍率の2段階スコープを搭載。前作と違い、暗視カメラは付いていない。
M41 SSM ロケットランチャー（M41 SSR MAV/AW Rocket Launcher）
肩撃ち式のロケットランチャー。無誘導だが、今回はメカを撃つ場合に限り自動誘導もできる。
M90 ショットガン（M90 Shotgun）
至近距離で威力を発揮する散弾銃。前作より有効射程が短い。
M9 HE-DP グレネード（M9 HE-DP Grenade）
ハンドグレネード。いわゆる手榴弾である。前作より転がりやすくなった。作中ではフラググレネードと呼ばれる。
プラズマガン（Plasma Pistol）
プラズマピストルとも呼ばれるコヴナントの拳銃。ノーマルとチャージショット（ため撃ち）の二通りの使い方が可能で、チャージ時には敵の追尾とエネルギーシールドに干渉してダウンさせる特殊効果が付加される。チャージショット後には放熱処理を行うため、次に撃てるようになるまでに数秒かかる。2丁持ちが可能。
プラズマライフル（Plasma Rifle）
コヴナントの主力銃。フルオートで連射可能だが、撃ち続けすぎるとオーバーヒートを起こし、しばらくの間使えなくなってしまう。2丁持ちが可能。
ブルートプラズマライフル（Brute Plasma Rifle）
ブルート族が使用している赤いプラズマライフル。通常のプラズマライフルより連射性能が格段に向上しているが、オーバーヒートするのも早い。2丁持ちが可能。
ニードラー（Needler）
クリスタルの針を高速連射する武器。針はターゲットを追尾する機能を持ち、刺さると破裂してダメージを与える。また、同時に大量に刺さると爆発して大ダメージとなる。2丁持ちが可能。
コヴナントカービン（Covenant Carbine）
文字通りコヴナントのカービン銃。威力はバトルライフルに匹敵し、2倍ズーム可能。セミオートなので、トリガーを引き続けても、連射できない。
粒子ビームライフル（Particle Beam Rifle）
高濃度の粒子ビームを発射するコヴナントの狙撃銃。5〜10倍率の2段階スコープを搭載。威力はあるが発熱が大きく、間を開けずに連射するとオーバーヒートしてしまう。
ブルートショット（Brute Shot）
ブルート族が使用する大型のグレネードランチャー。搭載されている刃物は近接攻撃に有効。弾は弧を描いて飛び、壁などによって跳ね返る性質を持つ。
コヴナントエナジーソード（Energy Sword）
通称「ソード」といわれる、白兵戦では大変強力な武器。敵をロックオンした状態でトリガーを引くと敵に向かって突進し、敵を串刺しにする。
ロッドガン（Fuel Rod Cannon）
高放射性燃料ロッドを発射する、コヴナントのバズーカ。前作より弾道が直線的になった一方、弾速は遅くなった。本作以降はバッテリー式ではなくマガジンタイプになる。
プラズマグレネード（Plasma Grenade）
コヴナントの手投げ爆弾。前作より起爆が速くなった。対象に付着する性質を持つ。
センチネルビーム（Sentinel Beam）
センチネルに搭載されているビーム兵器。今回は手持ち武器としても使用できる。威力もエネルギーも低く、ほとんど使い道のない武器。

### 乗り物
M12 ワートホグ
UNSCの標準型四輪駆動車。運転席・助手席・後部銃座に計3名が搭乗できる。以下の2タイプが登場する。
M12 LRV
前作より引き続いて登場。後部に威力・連射力の高い機関銃を搭載している。
M12G1 LAAV
機関銃に替えてガウスキャノンを搭載した対装甲車両モデル。車両への攻撃力が大幅に向上した。
M808B スコーピオン
UNSCの戦車。戦車砲と機関銃を装備。一人乗りだが、上部に兵士4名を乗せる事が出来る。スピードは遅くなったが、転回や砲塔を横に向けて走る等、動きの幅は広がった。前作より主砲の連射速度が速くなっている。
D77-TC ペリカン
UNSCの降下艇。本作では機首下面に機銃が装備され、降下地点の敵を排除する能力をもつ。スカラベ戦では重装備のガンシップ型も登場。
ゴースト
コヴナント軍の一人乗り兵器。二連プラズマキャノンを装備。元々速いが、噴射推進システムによるダッシュも可能になった。
操縦席はむき出しで、耐久力も低い。
バンシー
コヴナント軍の一人乗り戦闘機。二連プラズマキャノンとロッドガンを装備。バレルロールやループを自在に繰り出す「バンシートリック」が使用できる。
レイス
コヴナント軍の戦車。前作ではファントムと呼ばれていた。強力なプラズマ迫撃砲に加え、自動式のプラズマキャノン二門も搭載（プレイヤーは使用不可）。短時間なら噴射推進システムも使える。スコーピオンと異なり、兵士を乗せる事は出来ない。
スペクター
コヴナント軍の軽輸送車両。後部にタレット式の高速プラズマキャノンを搭載。ドライバーと銃手、更に兵士2名を乗せる事が可能。
シャドウ
コヴナント軍の大型輸送車両。上部にプラズマキャノンのタレットを装備。プレイヤーが運転することはできない。
ファントム
コヴナント軍の降下艇。前作の降下艇「スピリット」とは異なる。下面に歩兵を降下させるハッチと、プラズマキャノンの砲塔を三基搭載。
スカラベ
コヴナント軍の巨大地上兵器。移動は多脚式。ビルよりも大きく、主砲はスコーピオンすら一撃で破壊する。上部に歩兵を乗せる甲板を持つ。

### その他
タレット
固定式の銃座。
UNSCのタレット
伏せて使うタイプと立って使うタイプの2種類で、どちらも機関銃。前者は兵士が運んでくることもある。
コヴナント軍のタレット
座席が付いたタイプと、立って使うタイプの2種類。前者は前作のガンプラントと似た3連プラズマ弾を発射する。後者は兵士が運んでくることもある。

## ゲームモード

### キャンペーンモード
シングルプレイ用で、ストーリーに沿って戦っていくモード。

#### 難易度選択
難易度はイージー、ノーマル、アドバンス、レジェンドの4段階から選択する。前作とは異なり、本作では難易度の違いでエンディングが変化することはない。
難易度を上げると、以下の違いが生じる。
- 敵の発砲頻度が上がる。
- 敵の耐久力が上がる。
- 敵の数が多くなる。
- 敵が出現する場所が増える。
- プレイヤーのシールドの減少が大きくなる。
- ステルスの持続時間が短くなる。
- 味方の数が減少する。
- セリフが一部変化する。

#### レベル一覧
1. 異端者（The Heretic）
2. 武器庫（Armory）
3. ステーションカイロ（Cairo Station）
4. 辺境（Outskirts）
5. メトロポリス（Metropolis）
6. アービター（The Arbiter）
7. オラクル（Oracle）
8. デルタヘイロー（Delta Halo）
9. 悔恨（Regret）
10. 聖なる鍵（Sacred Icon）
11. 隔離ゾーン（Quarantine Zone）
12. グレイブマインド（Gravemind）
13. 蜂起（Uprising）
14. ハイチャリティ（High Charity）
15. 大いなる旅（The Great Journey）

（全15レベル）

### マルチプレイヤーモード
複数のプレイヤーが参加して、各種ルールの下で戦うモード。システムリンクのみに対応していた前作とは異なり、本作ではシステムリンクだけではなくXbox Liveを利用したオンラインでのマルチプレイが可能となっている。またWindows Vista版ではGames for Windows - Live対応となっている。

#### モード一覧
- Slayer
- Capture the Flag
- Assault
- Oddball
- Juggernaut
- Territories
- King of the Hill

また、各対戦モードそれぞれについてさまざまなバリエーションが存在する。

#### レベル一覧
- Lockout
- Ascension
- Midship
- Ivory Tower
- Beaver Creek
- Burial Mounds
- Colossus
- Zanzibar
- Coagulation
- Headlong
- Waterworks
- Foundation
- Containment
- Warlock
- Sanctuary
- Turf
- Backwash
- Elongation
- Gemini
- Relic
- Terminal
- Desolation
- Tombstone
- District
- Uplift

これらのマップの内、"Desolation"と"Tombstone"はXbox版のみの独占マップである。一方、Windows Vista版向けには"District"と"Uplift"が独占マップとなっている。

## 追加要素

### ダウンロードコンテンツ
本作では、バランス・バグの修正やチート・不正対策を含むタイトルアップデートだけではなく、マルチプレイヤーモード用の対戦マップをXbox Liveを通して配信している。
- Bonus Map Pack - 2005年4月25日にマウンテンデューをスポンサーとしてフリーでリリースされた。マルチプレイヤー用マップの"Containment"と"Warlock"を収録。
- Killtacular Pack - 2005年4月25日に4.99ドルでリリースされ、同年6月28日よりフリーでリリースされた。マルチプレイヤー用マップの"Sanctuary"と"Turf"を収録。
- Maptacular Pack - 2005年7月5日に11.99ドルでリリースされ、同年8月30日よりフリーでリリースされた。マルチプレイヤー用マップの"Backwash"、"Elongation"、"Gemini"、"Relic"、"Terminal"を収録。
- Blastacular Pack - 2007年4月17日に4ドルでリリースされ、同年7月7日よりフリーでリリースされた。マルチプレイヤー用マップの"Desolation"と"Tombstone"を収録。

### マルチプレイヤーマップパック
2005年7月7日に『ヘイロー 2 マルチプレイヤーマップパック』（Halo 2 Multiplayer Map Pack）が1480円で限定生産・発売された（北米での発売日は2005年7月5日）。
これはXbox Liveを利用できないユーザ向けに、タイトル・アップデートのほか、Bonusmap Map Pack、Killtacular Pack、Maptacular Packに加えて以下のものを収録したものとなっている。
- Another Day at the Beach : - 『Halo 2』のサイドストーリーを描いた約3分間のショートムービー。
- Halo 2: Killtacular : - 追加マップの作成に関する開発ドキュメントムービー。
- Halo: Combat Evolved E3 2000 trailer :  - 2000年に開催されたE3にて公開された、前作『Halo: Combat Evolved』のトレーラームービー。
- Halo 2 August 2002 anouncement trailer : - 2002年8月に北米で放映された『Halo 2』告知ムービー。
- Audio Test Video

## Windows Vista版『Halo 2』
『Halo 2 for Windows Vista』は、バンジースタジオとMicrosoft Game Studios内の開発チームHired Gunによって移植された。
本作は2007年5月22日に発売が予定されていたが、内部に不適切なデータが発見されたため同年6月21日発売へと延期された。

## サウンドトラック
Haloシリーズの音楽はシリーズを通して評価が高く、今回もその例外ではない。前作のメインテーマは男性コーラスのみだったが、今回はその逆で女性コーラスとなっている。『Halo ２』の音楽は前作と比べ、ロック要素などが入れられており、前作とは一味違った部分も感じられる。また、それらの楽曲にはスティーヴ・ヴァイやインキュバス、フーバスタンクが参加している。

### オリジナル・サウンドトラック Vol.I
1. "Halo Theme"（ヘイロー：メインテーマ）
2. "Blow Me Away"（ブロ－・ミー・アウェイ）
3. "Peril"
4. "Ghosts of Reach"（ゴーストズ・オブ・リーチ）
5. "Follow：1st Movement of The Odyssey "（フロウ： ファースト・ムーヴメント・オブ・ジ・オデッセイ）
6. "Heretic, Hero"
7. "Flawed Legacy"
8. "Impend"
9. "Never Surrender" (ネバー・スレンダー)
10. "Ancient Machine"（エンシェント・マシーン）
11. "2nd Movement of The Odyssey"（セカンド・ムーブメント・オジ・ジ・オデッセイ）
12. "In Amber Clad"（イン・アンバークラッド）
13. "The Last Spartan"（ザ・ラストスパルタン）
14. "Orbit of Glass"（オービット・オブ・グラス）
15. "3rd Movement Of The Odyssey"（サード・ムーブメント・オブ・ジ・オデッセイ）
16. "Heavy Price Paid"
17. "Earth City"（アース・シティ）
18. "High Charity"（ハイチャリティ）
19. "4th Movement of The Odyssey"（フォース・ムーブメント・オブ・ジ・オデッセイ）
20. "Remembrance"
21. "Connected"

### オリジナル・サウンドトラック Vol.II
1. "Prologue"（プロローグ）
2. "Cairo Suite"（カイロ・スイート）
3. "Mombasa Suite"（モンバサ・スイート）
4. "Unyielding"
5. "Unforgotten"
6. "Delta Halo Suite"（デルタヘイロー・スイート）
7. "Sacred Icon Suite"
8. "Reclaimer"（リクレイマー）
9. "High Charity Suite"（ハイチャリティ・スイート）
10. "Finale"（フィナーレ）
11. "Epilogue"（エピローグ）

## 受賞歴・記録など
- 8th Annual Interactive Achivement Awards
  - Console Game of the Year
  - Outstanding Achivement in Sound Design
  - Outstanding Achivement in Online Game Play
  - First Person Game of the Year
- 2005 ゲーム・デベロッパーズ・チョイス・アワード
  - Excellence in Audio
- 2004 Game Critics Awards
  - Best Console Game
- 第8回 CESA GAME AWARDS FUTURE
  - 受賞
- 第9回 CESA GAME AWARDS
  - グローバル賞 海外作品部門

など、前作に続き今作もまた多くの賞を受賞している。
本作は米国において約150万本の事前予約がなされるなど、発売前より大きな関心を集めた。実際、米国において発売初日の24時間に約240万本を販売、その売上げは約1億2500万ドルに達し、米国エンターテインメント小売史上最大のヒットとなった。また、英国においても同国ゲーム市場における初週販売本数歴代三位となる約26万本を販売した。
2004年12月2日には全世界での販売本数が発売から3週で500万本を突破したことがアナウンスされ、翌年1月7日にはCESの基調講演にてビル・ゲイツより630万本を売り上げたことが発表された。発売より丁度一年が経過した2005年11月9日、バンジースタジオは全世界での販売本数が700万本を越えたことをアナウンスした。
また、2004年ホリデーシーズンにおけるXbox本体の売上げが前年同期間より約50%増加するなど、本作はプラットフォームの販売を強力に牽引するキラータイトルになった。